# Миртл Крик (Орегон)
Миртл Крик (енгл. Myrtle Creek) град је у америчкој савезној држави Орегон.

## Демографија
По попису из 2010. године број становника је 3.439, што је 20 (0,6%) становника више него 2000. године.
| Група             | 2000.         | 2010.         |
| Белци             | 3.119 (91,2%) | 3.042 (88,5%) |
| Афроамериканци    | 5 (0,1%)      | 9 (0,3%)      |
| Азијати           | 30 (0,9%)     | 27 (0,8%)     |
| Хиспаноамериканци | 105 (3,1%)    | 149 (4,3%)    |
| Укупно            | 3.419         | 3.439         |